# Cyrtosia marginata
Cyrtosia marginata är en tvåvingeart som beskrevs av Jean Pierre Omer Anne Édouard Perris 1839. Cyrtosia marginata ingår i släktet Cyrtosia och familjen svävflugor. Inga underarter finns listade i Catalogue of Life.